# Cristina Cuerno
Cristina Cuerno Rejado (España, siglo XX) es una ingeniera aeronáutica y catedrática universitaria, española.

## Biografía
Ingeniera Aeronáutica por la Universidad Politécnica de Madrid. En 1992 fue la primera mujer que se doctoró en la Escuela Técnica Superior de Ingeniería Aeronáutica y del Espacio, con la lectura la tesis que llevaba por título “Estudio Experimental de la Dinámica de Estructuras Coherentes en Chorros Axilsimétricos Reactantes y No Reactantes”.

### Trayectoria académica
Profesora desde 1992 de la Escuela de Ingeniería Aeronáutica y del Espacio, en Madrid. En 2016, obtuvo la cátedra  universitaria en el área de ingeniería aeronáutica.
Durante unos años ocupó el cargo de subdirectora de relaciones internacionales, en su centro formativo. En 2019, optó al cargo de directora de la Escuela Técnica Superior de Ingeniería Aeronáutica y del Espacio. Resultó ser la primera mujer en ocupar este cargo, en más de 90 años de historia de la formación de ingeniería aeronáutica.
Es vocal del Pleno de la Comisión de Investigación de Accidentes e Incidentes de Aviación Civil.  Desde  2017, es miembro de la Comisión Asesora de RPAS de la Agencia Estatal de Seguridad Aérea  y miembro del Comité CTN 28/SC 2 Sistemas Aéreos no Tripulados de UNE. Socia fundadora y miembro de la junta directiva de la asociación Ellas Vuelan Alto.

## Obras
- Coautora de Descubrir La Investigación De Accidentes De Aviación Civil (AENA Aeropuertos, 2013).[7]

- Aeronavegabilidad Y Certificación De Aeronaves.  Ediciones Paraninfo. 1ª edic. 2008.  ISBN 9788428331838.[8]
- El Planeta Eris Y El Calentamiento Global. Edición Infaron. ISBN 9789731991160.[9]

## Premios y reconocimientos
- 2019 Cruz al Mérito Aeronáutico con distintivo blanco. Ministerio de Defensa.[6][10]
- 2022 Premios Mujer y Aeronáutica 2022, patrocinados en esta edición por GISA y Boeing.[2]